# Tomasz Cyz
Tomasz Cyz (ur. 1977 w Tarnowie) – polski reżyser, publicysta literacki i muzyczny, eseista.

## Życiorys
Absolwent Akademii Teatralnej im. A. Zelwerowicza w Warszawie, autor przedstawień operowych, dramatycznych, słuchowisk i spektakli dla dzieci. Dramaturg Teatru Wielkiego Opery Narodowej w Warszawie za dyrekcji Mariusza Trelińskiego. Współtwórca cyklu premier na Scenie Kameralnej Opery Narodowej pn. „Terytoria”. Autor libretta opery Fedra Dobromiły Jaskot.
Publikował teksty z zakresu muzyki poważnej w „Zeszytach Literackich”, „Tygodniku Powszechnym”, „W drodze”, „Didaskaliach”.
Od grudnia 2007 był członkiem redakcji „Zeszytów Literackich". Od kwietnia 2009 do czerwca 2013 pełnił funkcję redaktora naczelnego internetowego pisma kulturalno-literackiego „Dwutygodnik”. W latach 2013–2019 był redaktorem naczelnym miesięcznika „Ruch Muzyczny”.

## Realizacje
- Luci mie traditrici Salvatore Sciarrina (Festiwal Nostalgia, Poznań 2009)
- Rusałka Antonín Dvořák (Teatr Wielki w Łodzi, 2010)
- Maddalena Siergieja Prokofjewa (Teatr Wielki w Poznaniu, 2011)
- Pasja-Fragmenty wg Pasji wg św. Łukasza Krzysztofa Pendereckiego (Warszawa, 2013)
- Passio Arvo Pärta (Kraków, 2014)
- Rodelinda Georga Friedricha Händla (Warszawa, 2015)
- Lament na podstawie poematu średniowiecznego włoskiego mistyka Jacopone da Todi „Il Pianto della Madonna” oraz fragmentów „Stabat Mater” Karola Szymanowskiego (2017)[3]
- Najdzielniejszy z rycerzy Krzysztofa Pendereckiego (Opera Wrocławska, 2018)
- Cassandra & Just Benedetta Marcella / Davida Langa (Opera Rara, Kraków, 2019)
- Clarissima Justyny Bargielskiej (Zakopane, 2014)
- Moja pierwsza śmierć w Wenecji Justyny Bargielskiej (Teatr Dramatyczny w Warszawie, 2015)
- Holzwege Marty Sokołowskiej (TR 2016)[4][5]
- Po wygnaniu wg poezji Czesława Miłosza (Teatr Nowy w Krakowie, 2017)
- Lolita Edwarda Albeego wg Nabokova (Teatr Nowy w Łodzi, 2019)[4]
- Dydona i Eneasz Henry'ego Purcella (Warszawska Opera Kameralna, 2023)[6]

### Performanse poetyckie
- Pokój Ginczanki (z Marią Dębską, 2016)
- Pokój Tranströmera (z Krzysztofem Globiszem, 2018)[4]

### Performanse muzyczne
- Pokój Marzeny (z Marzeną Lubaszką, 2019)[4][7]

## Publikacje
- Arioso (2007)
- Powroty Dionizosa (2008)
- Pasja 20.21. Powroty Chrystusa (2013)[8]

## Nagrody i wyróżnienia
- 2006 - Nagroda „Zeszytów Literackich” im. Józefa Czapskiego w kategorii eseju[9]
- 2007 - Nagroda Fundacji Kultury za Arioso